# Walter Forde
Pour les articles homonymes, voir Forde (homonymie).
Walter Forde, de son vrai nom Thomas Seymour Woolford, est un réalisateur et un acteur britannique, né le 21 avril 1898 à Lambeth (à l'époque dans le Surrey et désormais dans le Grand Londres) et mort le 7 janvier 1984 à Los Angeles (Californie).

## Filmographie partielle

### comme réalisateur
- 1922 : Walter Wants Work
- 1929 : Would You Believe It! (en)
- 1932 : Jack's the Boy (en)
- 1932 : Rome Express
- 1934 : Chu Chin Chow
- 1935 : Bulldog Jack (en)
- 1935 : Les Damnés de Santa-Maria (King of the Damned)
- 1939 : Cheer Boys Cheer (en)
- 1940 : Ils étaient trois marins (Sailors Three)
- 1941 : The Ghost Train (en)